# Sookholme
Sookholme – wieś w Anglii, w Nottinghamshire. W 1931 roku civil parish liczyła 210 mieszkańców.